# Jean-Baptiste Bénard de la Harpe
Jean-Baptiste Bénard de la Harpe ( Saint-Malo, 26 de septiembre de 1683 – Saint-Malo, 26 de septiembre de 1765) fue un explorador francés al que se le atribuye el descubrimiento de Little Rock (Arkansas).

## Biografía
Oficial de caballería en el ejército de Felipe V de España, trabajó como comerciante en Perú y decidió partir hacia América del Norte tras dificultades matrimoniales. En efecto, llegó el 27 de agosto de 1718 a Dauphin Island (isla de los Delfines) y más tarde llegó a Nueva Orleans, a finales de 1718, donde se estableció como comerciante. En abril de 1719, fundó el Fuerte Saint-Louis de Cadocachos (Fort Breton) y unos meses después exploró el territorio comanche, hacia el río Canadiano. Tras regresar enfermo a Nueva Orleans en enero de 1720, volvió a Francia, pero pronto, en noviembre de 1720, estaba de nuevo por tierras americanas.
Queriendo establecer un fuerte en Saint-Bernard, descubrió sin saberlo la bahía de Galveston. En marzo de 1722, descubrió dos formaciones rocosas en la orilla sur del río Arkansas; llamó a la más pequeña La Petite Roche y a la otra La Grande Roche. Este es el lugar hoy conocido como Little Rock. Estableció un puesto comercial cerca de la pequeña formación rocosa, porque allí vivía un grupo de indios Quapaw. Despedido de su cargo por la todopoderosa Compañía de las Indias, regresó a Francia en 1723. 

## Obras

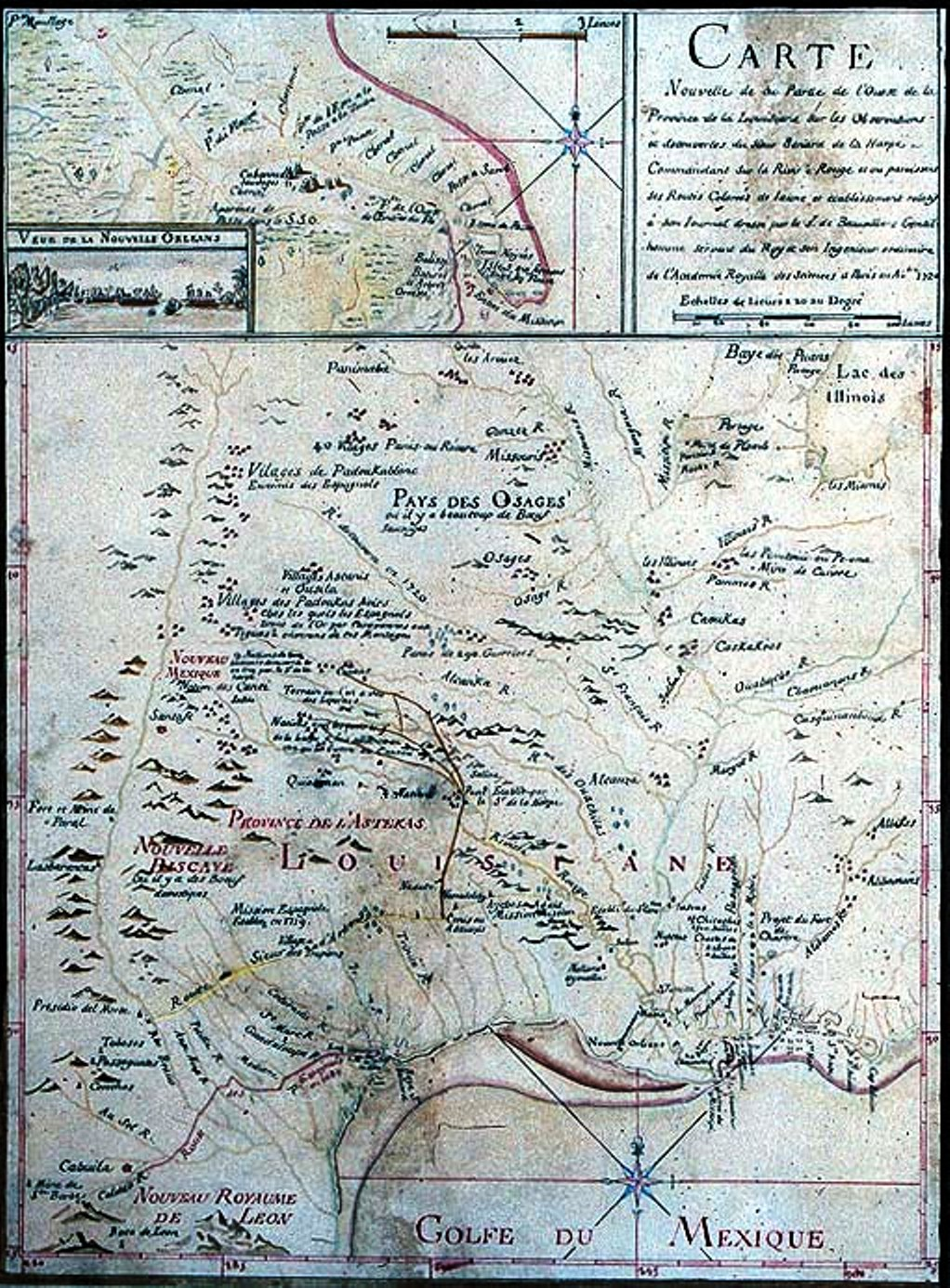
Nuevo mapa de la parte occidental de la provincia de Luisiana sobre las observaciones y descubrimientos de Benard de la Harpe.

- Journal historique de l'établissement des Français à la Louisiane; Jean Baptiste Bénard de La Harpe; Nouvelle-Orléans: A.-L. Boimare, 1831. OCLC 15042608
- Carte nouvelle de la partie de l'ouest de la Province de la Louisiane sur les observations et decouvertes du Sieur Benard de la Harpe; Jean-Baptiste Bénard de la Harpe;  Carl I Wheat; Washington: Map Division, Library of Congress, 1913. OCLC 38763887

## Tributo
Dos ciudades llevan su nombre en Estados Unidos: La Harpe, en el estado de Illinois y La Harpe, en el estado de Kansas .